# Inamicul e aproape
Inamicul e aproape (Engleză: Enemy at the Gates) este un film de război din 2001 regizat, co-produs și co-scris de Jean-Jacques Annaud și având în rolurile principale pe Joseph Fiennes, Jude Law, Rachel Weisz, Ed Harris și Bob Hoskins. Acțiunea filmului se petrece în timpul Bătăliei de la Stalingrad din cadrul celui de-al Doilea Război Mondial.
Titlul filmului este preluat după titlul cărții de nonficțiune Enemy at the Gates: The Battle for Stalingrad ("Inamicul e aproape: Bătălia pentru Stalingrad") scrisă de William Craig care descrie evenimentele din cadrul Bătăliei de la Stalingrad din 1942-1943. Deși este o ficțiune, filmul este ușor bazat pe poveștile de război ale lunetistului sovietic Vasili Grigorievici Zaițev.

## Subiect
În 1942 Vasili Grigorievici Zaițev (Jude Law), un păstor din Munții Ural care acum este soldat în Armata Roșie, se află implicat în Bătălia de la Stalingrad. Trimis într-un atac sinucigaș împotriva invadatorilor germani, Vasili dovedește o abilitate de ochire impresionantă - învățată de la bunicul său când era mic - pentru a se salva pe el însuși și pe comisarul Danilov (Joseph Fiennes). Nikita Hrușciov (Bob Hoskins) sosește în Stalingrad pentru a coordona defensiva orașului și cere idei pentru îmbunătățirea moralului. Danilov, acum locotenent, sugerează că poporul are nevoie de eroi pe care să-i idolatrizeze și publică relatări despre faptele lui Vasili în ziarul armatei prin care îl prezintă ca un erou național și model de propagandă. Vasili este transferat în divizia de lunetiști iar el și Danilov devin prieteni. Devin de asemenea atrași de Tania (Rachel Weisz), o cetățeană din Stalingrad care a devenit soldat în miliția locală. Danilov aranjează ca aceasta să fie transferată într-o unitate de informații secrete pentru a o feri de câmpul de luptă.
Deoarece lunetiștii sovietici fac tot mai multe victime în rândul germanilor, maiorul Erwin König (Ed Harris) este trimis la Stalingrad pentru a-l elimina pe Vasili și astfel să zdruncine moralul sovieticilor. Un lunetist de excepție și șeful școlii de lunetiști a Armatei Germane din Zossen, îl atrage pe Vasili într-o capcană și elimină pe doi dintre lunetiștii săi dar Vasili reușește să scape. Când comandamentul Armatei Roșii află de prezența lui König îl trimite pe fostul său elev Koulikov (Ron Perlman) pentru a-l ajuta pe Vasili. Totuși, König îl păcălește pe Koulikov și îl ucide printr-o lovitură foarte precisă, ceea ce afectează puternic moralul lui Vasili. Hrușciov îl presează pe Danilov să pună capăt conflictului dintre lunetiști.
Sasha, un băiat sovietic, se oferă voluntar să acționeze ca agent dublu dându-i lui König informații false privind locața lui Vasili, oferindu-i astfel ocazia lui Vasili să îl ia prin suprindere pe maior. Vasili întinde o capcană lui König și reușește să îl rănească dar în timpul unei a doua încercări Vasili adoarme după mai multe ore iar jurnalul său este luat de un soldat german. Comandamentul german ia jurnalul ca dovadă a faptului că Vasili e mort și intenționează să îl trimită pe König acasă dar acesta nu crede că Vasili e mort. Îi spune lui Sasha unde se va afla, suspectând că băiatul îi va spune lui Vasili. Între timp, Vasili și Tania se îndrăgostesc iar gelosul Danilov îl denigrează pe Vasili printr-o scrisoare adresată superiorilor.
König îi observă pe Tania și Vasili așteptându-l la următorul său loc de ambuscadă, confirmând astfel suspiciunile sale față de Sasha. Fără tragere de inimă, îl ucide pe băiat și îi spânzură trupul de un stâlp ca momeală pentru Vasili. Tania și Danilov o evacuează pe mama acesteia (Eva Mattes) din oraș dar Tania este rănită de o schijă în timp ce se deplasa spre bărcile de evacuare. Crezând că a murit, Danilov își regretă gelozia față de Vasili și dezamăgirea sa față de cauza comunistă. Găsindu-l pe Vasili în locația pentru ambuscadă, Danilov se expune intenționat pentru a-l provoca pe König să tragă în el și astfel să își expună poziționarea. Crezând că l-a ucis pe Vasili, König merge să inspecteze cadavrul dar realizează prea târziu că a intrat într-o capcană și că se află în vizorul lui Vasili. Își întoarce fața spre Vasili care îl ucide. Două luni mai târziu, după ce Stalingradul a fost eliberat iar trupele germane s-au predat, Vasili o găsește pe Tania internată într-un spital de front.

## Distribuție
- Jude Law - Vasili Grigorievici Zaițev
- Joseph Fiennes - Comisarul Danilov
- Rachel Weisz - Tania Chernova
- Bob Hoskins - Nikita Hrușciov
- Ed Harris - Maiorul Erwin König
- Ron Perlman - Koulikov
- Eva Mattes - Doamna Filipov
- Gabriel Thomson - Sasha Filippov
- Matthias Habich - Generalul Friedrich Paulus
- Sophie Rois - Ludmilla

## Acuratețe istorică
Zaițev a fost un sergent în Batalionul al Doilea, Regimentul 1047 Puști, Divizia 284 Puști Tomsk. A fost intervievat în timpul bătăliei de Vasili Grossman iar declarațiile din acel interviu, ușor ficționalizate în romanul său Viață și soartă, sunt aproape la fel cu cele prezentate în film, fără a da un nume lunetistului german cu care s-a duelat.
Istoricul Antony Beevor sugerează în cartea sa Stalingrad că, deși Zaițev a fost o persoană reală, povestea duelului său (dramatizat în film) cu König este fictivă. Deși cartea lui William Craig, Enemy at the Gates: The Battle for Stalingrad ("Inamicul e aproape: Bătălia pentru Stalingrad"), include un "duel al lunetiștilor" dintre Zaițev și König, secvența evenimentelor din film este fictivă. Într-un interviu Zaițev a declarat că s-a implicat într-un duel al lunetiștilor timp de câteva zile. Zaițev, singura sursă istorică a poveștii, a spus că după ce l-a ucis pe lunetistul german și i-a luat etichetele a constatat că tocmai l-a ucis pe șeful Școlii de Lunetiști din Berlin. În documentele germane nu a fost identificat niciun lunetist cu numele de Erwin König.
În film, Jude Law folosește o pușcă cu lunetă Mosin Model 1891/30 7.62x54r cu o lunetă PU 3.5 (adică obiectul este mărit de 3,5 ori). În realitate, Zaițev a folosit aceeași pușcă dar cu o lunetă mai veche și mai mare (pușca sa este păstrată într-un muzeu din Rusia).
Filmul prezintă și o poveste de dragoste dintre Vasili și Tania. Totuși, Vasili a declarat că nu a avut nicio relație cu nimeni în timpul războiului.

## Primire
Filmul a avut parte de o receptare negativă în fosta Uniune Sovietică. Câțiva veterani de la Stalingrad au fost atât de ofensați de greșelile din film și de felul în care este prezentată Armata Roșie încât pe 7 mai 2001, la scurt timp după premiera filmului în Rusia, și-au exprimat nemulțumirea în Duma, cerând ca filmul să fie interzis dar cererea lor nu a fost acceptată.
Filmul a primit recenzii negative în Germania. Criticii au declarat că simplifică istoria și glorifică războiul. La Festivalul Internațional de Film de la Berlin filmul a fost huiduit. Annaud a declarat după aceea ca nu va mai prezenta niciodată un film la festival, numindu-l o "măcelărie" și spunând că filmul a fost mult mai bine primit în alte părți.
În Statele Unite filmul a primit recenzii mixte, cea mai frecventă critică întâlnită chiar și în recenziile cele mai pozitive fiind adresată includerii a ceea ce este considerată o poveste de dragoste inutilă. Roger Ebert a dat filmului trei stele din patru scriind că este "despre doi bărbați plasați în situația în care încearcă să își folosească inteligența și abilitățile pentru a se omorî unul pe celălalt. Când Annaud se concentrează pe asta filmul funcționează cu o concentrare rară. Includerile suplimentare în subiect și romanța sunt prea mult". Peter Ranier de la New York Magazine nu a fost la fel de blând, scriind că "este ca și când un tembel obsedat de filme a decis să colecteze toate convențiile unui film de război prost într-un calculator și să le programeze pentru a scoate un scenariu". Peter Travers de la Rolling Stone a recunoscut că filmul are defecte, dar că "orice defecte de execuție pălesc în fața momentelor în care istoria prinde viață în film". Pe site-ul Rotten Tomatoes filmul are un scor de 54% bazat pe 137 de recenzii.